# Aluche (métro de Madrid)
Aluche est un pôle d'échanges comprenant une station des lignes 5 du métro de Madrid et C-5 des chemins de fer de banlieue de Madrid, en Espagne.

## Situation
La station de la ligne 5 est située entre Eugenia de Montijo à l'est, en direction de Alameda de Osuna et Empalme au nord-ouest, en direction de Casa de Campo. Elle est établie en surface sur la place d'Aluche, dans le quartier du même nom, dans l'arrondissement de Latina, au sud-ouest de la capitale espagnole. Elle comprend deux voies encadrant un quai central.
La station de chemin de fer est enterrée sous cette même place, de manière perpendiculaire à la gare de métro.

## Historique
La gare est ouverte au public le 4 février 1961 et fait alors partie de la ligne ferroviaire suburbaine de Carabanchel à Chamartín de la Rosa (F.C. Suburbano de Carabanchel a Chamartín de la Rosa). Son trajet suit l'actuel tracé de la ligne 5 du métro entre Carabanchel et Casa de Campo et de la ligne 10 entre Casa de Campo et Plaza de España.
Le 29 octobre 1976, est inaugurée la ligne des chemins de fer de banlieue entre Aluche et Móstoles, appelée ligne C-6. C'est à cette époque que les terminus de la ligne 5 du métro et du F.C. Suburbano fusionnent à Aluche pour faciliter les connexions avec la nouvelle ligne souterraine,. Cette gestion séparée disparaît le 17 décembre 1981 avec l'appellation F.C. Suburbano dont le tronçon est réuni avec la ligne 10 du métro. En 1991, la ligne C-6 est prolongée et reliée à la gare d'Atocha, rejoignant ainsi la ligne C-5 avec laquelle elle fusionne.
Aluche demeure le terminus des lignes 5 et 10 durant plusieurs années, jusqu'à ce que les travaux de raccordement de la ligne 12 du métro Metrosur avec le reste du réseau par la ligne 10 aboutissent à une réorganisation des lignes et à l'absorption par la ligne 5 du tronçon entre les stations Casa de Campo et Aluche le 22 octobre 2002.
Dans les années 1980, le premier pôle d'échanges est créé en surface auquel sont connectées de nombreuses lignes de bus urbaines et interurbaines.
Le 26 juin 2009, à 7 h 38 du matin, 57 personnes sont blessées à cette station à la suite d'une collision entre deux rames de Cercanías,.

## Service des voyageurs

### Accueil
Le pôle d'échanges comprend sept accès, équipés d'escaliers, d'escaliers mécaniques et d'ascenseurs.

## Lignes et connexions

Certains trains de la ligne 5 ne sont pas terminus à Casa de Campo mais arrêtent leur parcours à Aluche

### Métro
| << Terminus      | < Station          | Ligne | Station > | Terminus >>   |
| ---------------- | ------------------ | ----- | --------- | ------------- |
| Alameda de Osuna | Eugenia de Montijo |       | Empalme   | Casa de Campo |

### Cercanías
| << Terminus                                       | < Station | Ligne | Station >                                 | Terminus >>      |
| ------------------------------------------------- | --------- | ----- | ----------------------------------------- | ---------------- |
| Humanes Fuenlabrada*                              | Laguna    |       | Maestra Justa Freire-Polideportivo Aluche | Móstoles-El Soto |
| *La moitié des trains sont terminus à Fuenlabrada |           |       |                                           |                  |

### Bus

#### Lignes urbaines
| Journée                                  |                               |                                           |
| Bus avec terminus à l'échangeur d'Aluche |                               |                                           |
| Ligne                                    | Destination                   | Arrêt                                     |
| 31                                       | Plaza Mayor                   | 5064 Intercambiador de Aluche             |
| H                                        | Campus de Somosaguas          | 5064 Intercambiador de Aluche             |
| 117                                      | Colonia San Ignacio de Loyola | 5297 Maqueda-Valmojado                    |
| 138                                      | Plaza de España               | 5685 Intercambiador de Aluche             |
| 155                                      | Plaza Elíptica                | 5686 Intercambiador de Aluche             |
| Bus passant par l'échangeur d'Aluche     |                               |                                           |
| Ligne                                    | Destination                   | Arrêt                                     |
| 17                                       | Colonia Parque Europa         | 575 Intercambiador de Aluche              |
| 121                                      | Hospital 12 de Octubre        | 658 Av. Poblados-Intercambiador de Aluche |
| 131                                      | Villaverde Alto               | 658 Av. Poblados-Intercambiador de Aluche |
| 139                                      | Carabanchel Alto              | 658 Av. Poblados-Intercambiador de Aluche |
| 121                                      | Campamento                    | 659 Av. Poblados-Intercambiador de Aluche |
| 131                                      | Campamento                    | 659 Av. Poblados-Intercambiador de Aluche |
| 139                                      | Dehesa del Principe           | 659 Av. Poblados-Intercambiador de Aluche |
| 17                                       | Plaza Mayor                   | 5064 Intercambiador de Aluche             |
| Nuit                                     |                               |                                           |
| Bus avec terminus à l'échangeur d'Aluche |                               |                                           |
| Ligne                                    | Destination                   | Arrêt                                     |
| N18                                      | Plaza de Cibeles              | 5064 Intercambiador de Aluche             |
| N26                                      | Plaza de Alonso Martínez      | 5064 Intercambiador de Aluche             |

#### Lignes interurbaines
| Journée                                  |                                                                            |                           |                    |
| Bus avec terminus à l'échangeur d'Aluche |                                                                            |                           |                    |
| Ligne                                    | Destination                                                                | Arrêt                     | Opérateur          |
| 482                                      | Leganés (Arroyo Culebro)                                                   | Intercambiador de Aluche  | Martín S.A.        |
| 483                                      | Leganés (Vereda de los Estudiantes)                                        | Intercambiador de Aluche  | Martín S.A.        |
| 485                                      | Leganés (Norte-Montepinos)                                                 | Intercambiador de Aluche  | Martín S.A.        |
| 487                                      | Leganés (San Nicasio)                                                      | Intercambiador de Aluche  | Martín S.A.        |
| 491                                      | Fuenlabrada (Barrio del Naranjo)                                           | Intercambiador de Aluche  | Martín S.A.        |
| 492                                      | Fuenlabrada (Parque Granada)                                               | Intercambiador de Aluche  | Martín S.A.        |
| 493                                      | Fuenlabrada (Urbanización Loranca)                                         | Intercambiador de Aluche  | Martín S.A.        |
| 561                                      | Pozuelo de Alarcón – Majadahonda – Las Rozas                               | Intercambiador de Aluche  | Llorente Bus S.L.  |
| 561A                                     | Pozuelo de Alarcón – Majadahonda – Las Rozas (par l'Université)            | Intercambiador de Aluche  | Llorente Bus S.L.  |
| 561B                                     | Pozuelo de Alarcón – Majadahonda – Las Rozas (par l'avenida de Guadarrama) | Intercambiador de Aluche  | Llorente Bus S.L.  |
| 564                                      | Pozuelo de Alarcón (par Somosaguas Sud)                                    | Intercambiador de Aluche  | Llorente Bus S.L.  |
| 591                                      | Boadilla del Monte (Faculté d'Informatique)                                | Intercambiador de Aluche  | Empresa Boadilla   |
| 562                                      | Pozuelo de Alarcón                                                         | Maqueda-Aluche            | Llorente Bus, S.L. |
| 563                                      | Pozuelo de Alarcón (par l'urbanización Las Minas)                          | Maqueda-Aluche            | Llorente Bus, S.L. |
| 571                                      | Boadilla del Monte (par l'urbanización Montepríncipe)                      | Av. Général Fanjul-Aluche | Empresa Boadilla   |
| 572                                      | Ciudad de la Imagen                                                        | Av. Général Fanjul-Aluche | Empresa Boadilla   |
| 574                                      | Boadilla del Monte (par la Ciudad Financiera                               | Av. Général Fanjul-Aluche | Empresa Boadilla   |
| Nuit                                     |                                                                            |                           |                    |
| Bus avec terminus à l'échangeur d'Aluche |                                                                            |                           |                    |
| Ligne                                    | Destination                                                                | Arrêt                     | Opérateur          |
| N802                                     | Leganés                                                                    | Intercambiador de Aluche  | Martín S.A.        |
| N803                                     | Fuenlabrada (Barrio del Naranjo)                                           | Intercambiador de Aluche  | Martín S.A.        |
| N804                                     | Leganés (Arroyo Culebro)                                                   | Intercambiador de Aluche  | Martín S.A.        |